# Krouchevo (Vinitsa)
Pour les articles homonymes, voir Krouchevo.
Krouchevo ou Kruševo (en macédonien Крушево) est un village de l'est de la Macédoine du Nord, situé dans la municipalité de Vinitsa. Le village comptait 131 habitants en 2002.

## Démographie
Lors du recensement de 2002, le village comptait :
- Macédoniens : 131